# Kościuszko-Hügel

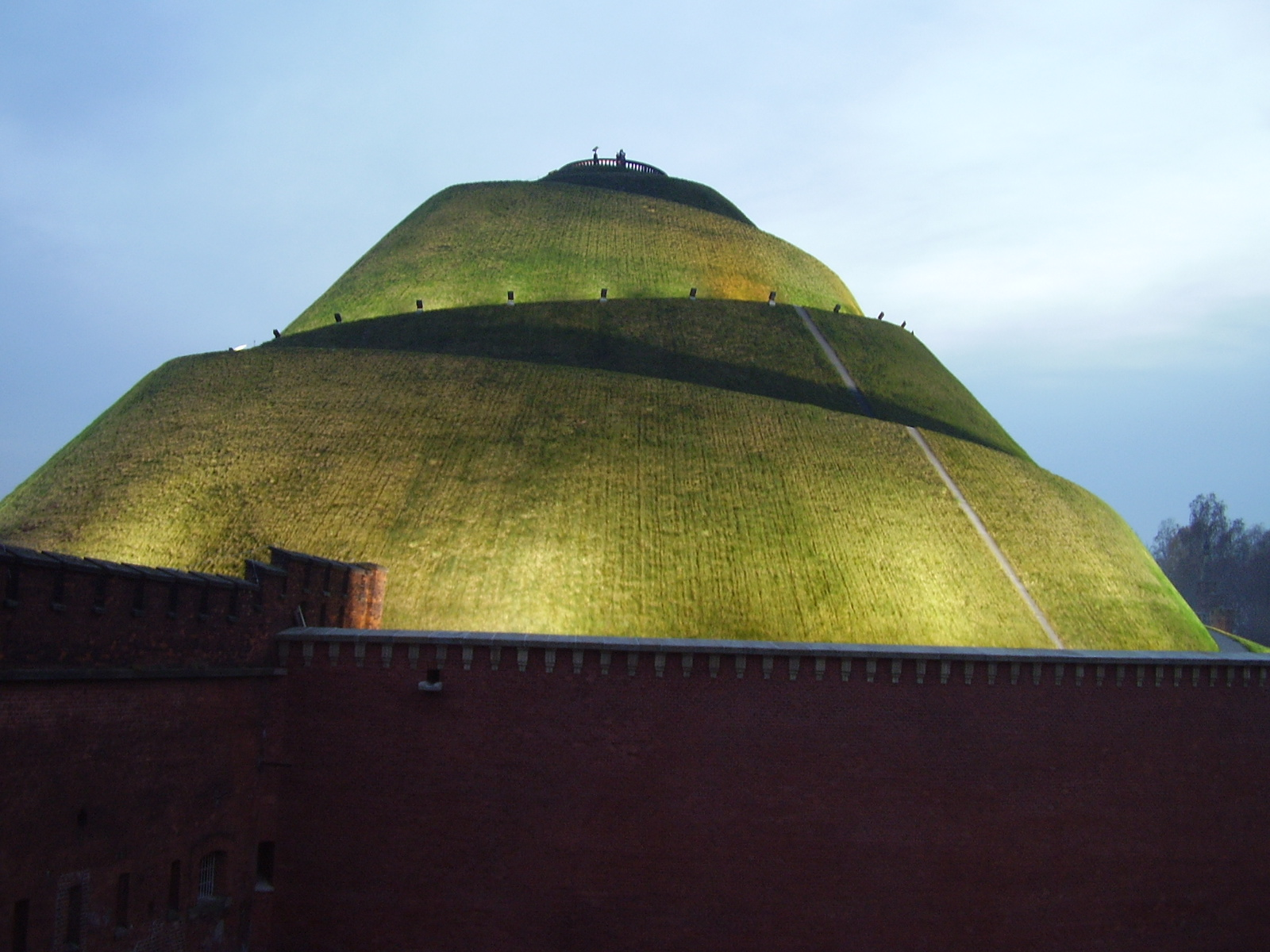
Kosciuszko-Hügel

Der Kościuszko-Hügel (polnisch Kopiec Kościuszki) in Krakau wurde 1820–1823 zu Ehren des polnischen Nationalhelden Tadeusz Kościuszko aufgeschüttet. Kościuszko war General und Anführer des nach ihm benannten Aufstandes gegen die Teilungsmächte Russland und Preußen im Jahr 1794. Der Hügel ist einer von vier künstlichen Hügeln in Krakau, von denen der Krak-Hügel und der Wanda-Hügel nach volkstümlicher Überlieferung die Grabstätten legendärer Figuren darstellen, während der Piłsudski-Hügel 1934–1937 zu Ehren von Józef Piłsudski aufgeschüttet wurde.
Der Hügel wurde auf der Sankt-Bronisława-Anhöhe im westlichen Teil des Krakauer Stadtgebietes, im 7. Stadtteil Zwierzyniec in einer Aktion unter der freiwilligen Teilnahme der Krakauer Bevölkerung aufgeschüttet.

## Geschichte

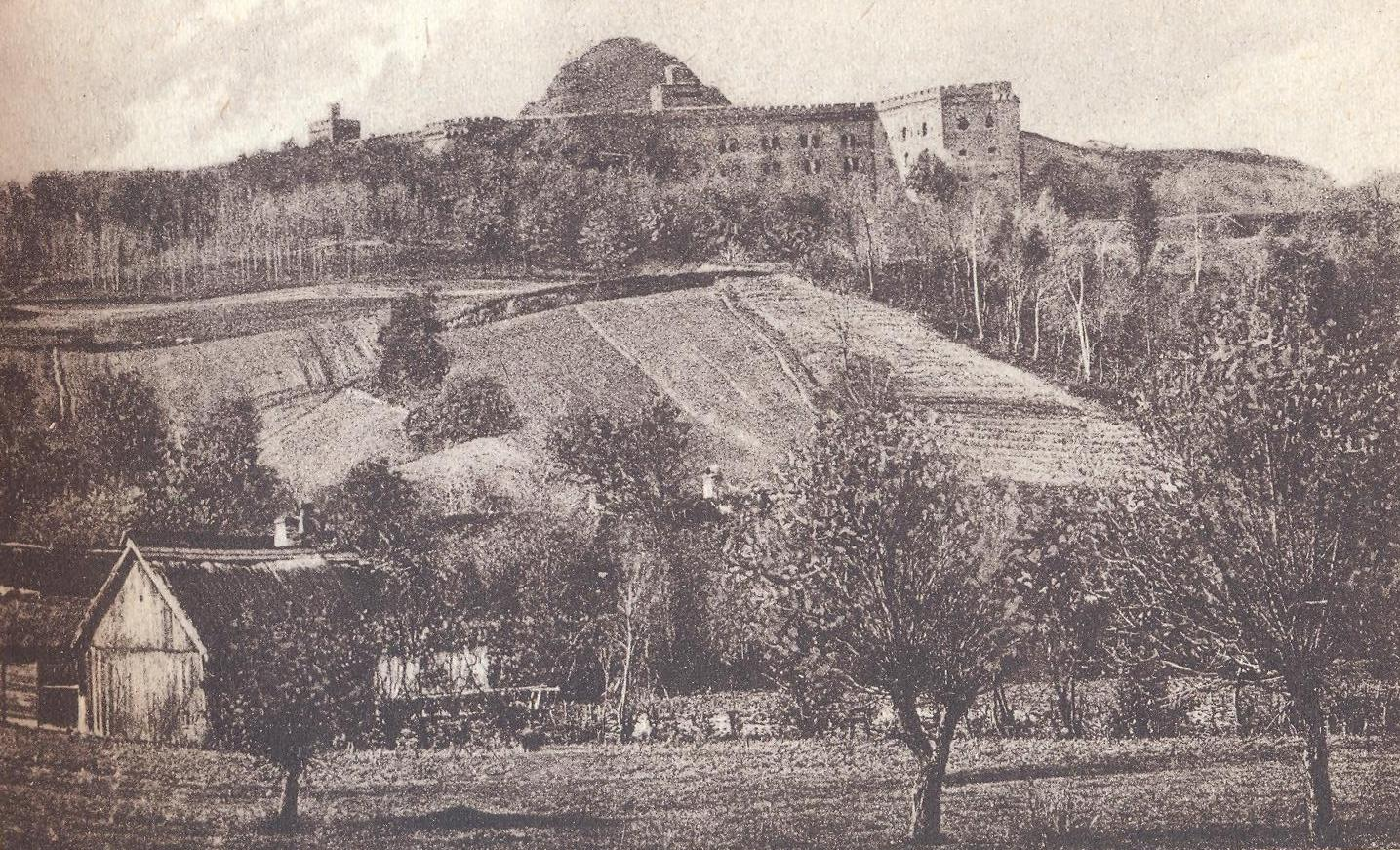
Der Kościuszko-Hügel (am oberen Bildrand) im Jahre 1930

Tadeusz Kościuszko († 1817 in Solothurn, Schweiz) wurde am 18. Juni 1818 in der St-Leonhard-Kapelle der Königsgruft der Krakauer Wawel-Kathedrale feierlich beigesetzt. Da ihn die Krakauer besonders verehrten, wurde der Ruf zum Bau eines Monumentes zu seinen Ehren laut. Man entschied sich zur Errichtung eines Hügels nach dem Vorbild der bestehenden Krakus- und Wanda-Hügel, was die Teilnahme der Krakauer Bürger an den Erdarbeiten ermöglichte. Der Regierende Senat der Freien Stadt Krakau bewilligte die Initiative im Juli 1820.
Die Arbeiten begannen am 15. September 1820 und wurden am 25. Oktober 1823 beendet. Der Hügel wurde 34 Meter hoch und hatte einen Durchmesser von 8,5 Metern oben und 80 Metern unten.
Die österreichischen Behörden bauten im Rahmen der Errichtung von städtischen Befestigungsanlagen 1850–1856 um die St-Bronisława-Anhöhe einen Ring von Befestigungen, die die Kościuszko-Zitadelle bildeten.
1860 wurde auf der oberen Aussichtsplattform ein Fels mit der Inschrift Kościuszce (Dem Kościuszko) aufgestellt. Während des Ersten Weltkriegs entfernten ihn die österreichischen Truppen und errichteten auf der Aussichtsplattform einen Beobachtungsposten.
Nach dem Zweiten Weltkrieg wurden die von den Österreichern aus politischen Gründen (Germanisierung) errichteten Befestigungsanlagen bis 1957 teilweise abgerissen, die Abbrucharbeiten wurden jedoch von Denkmalschützern gestoppt. 1977 wurde in dem erhaltenen Teil der Anlagen ein Hotel errichtet, seit Anfang der 1990er Jahre wurden dort Sendeanlagen privater Rundfunksender installiert.
Neben dem Hügel befindet sich das Kościuszko-Museum.
Durch starke Regengüsse wurde der Hügel 1997 erheblich beschädigt. Die Reparaturarbeiten dauerten bis November 2002.
Der Hügel wurde am 15. September 1936 unter A-954 in das Verzeichnis der Baudenkmäler der Woiwodschaft Kleinpolen eingetragen. Der Hügel wurde mit seiner Umgebung am 8. Dezember 2017 durch Verordnung des Präsidenten Andrzej Duda zum Geschichtsdenkmal (Pomnik historii) erklärt. Mit dem Historischen Stadtkomplex und der Abtei Tyniec zählt er zu den herausragenden Kulturdenkmalen der Stadt.

## Rundblick

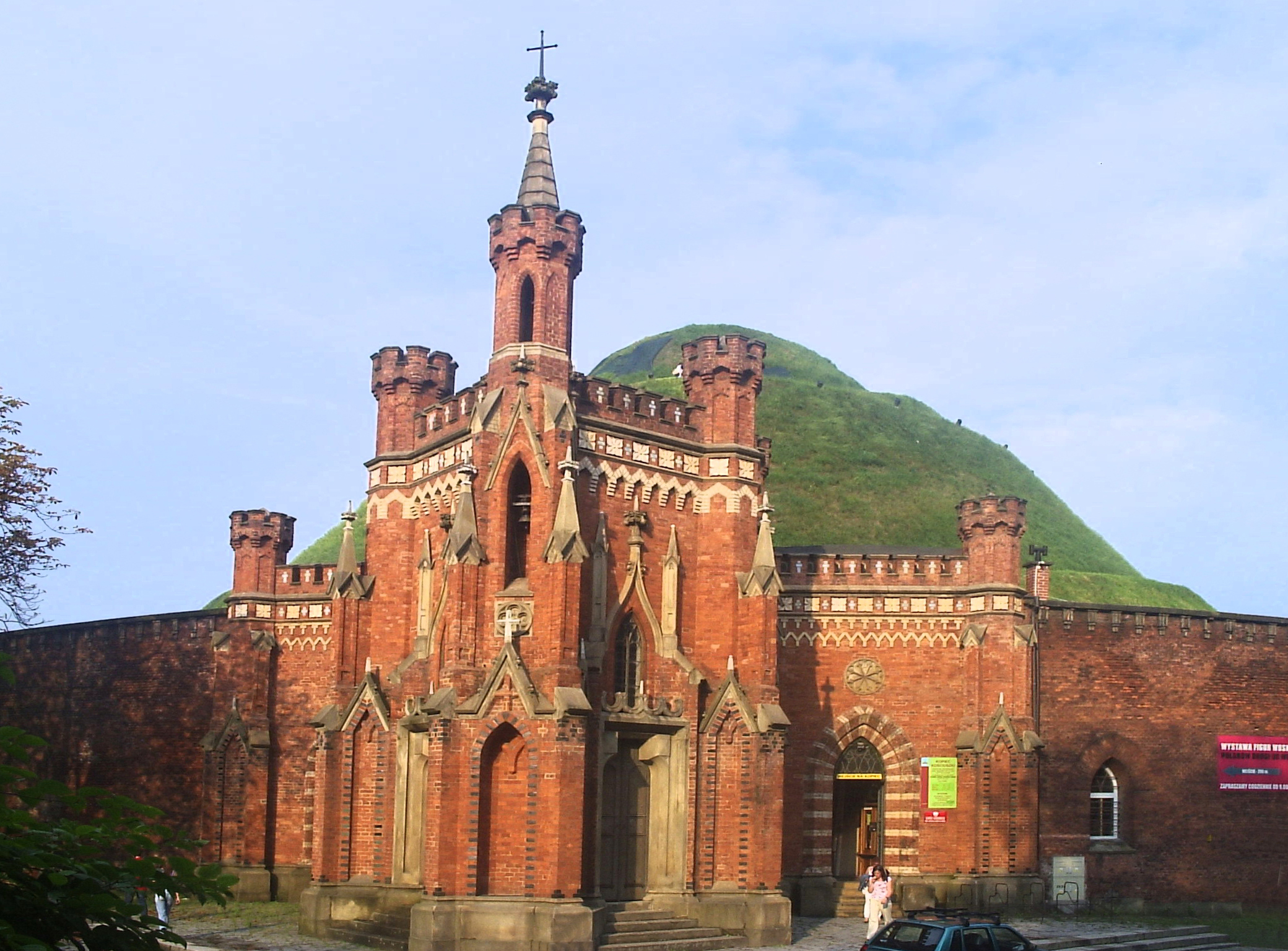
Kościuszko-Hügel. Vorn die Hl-Bronisława-Kapelle
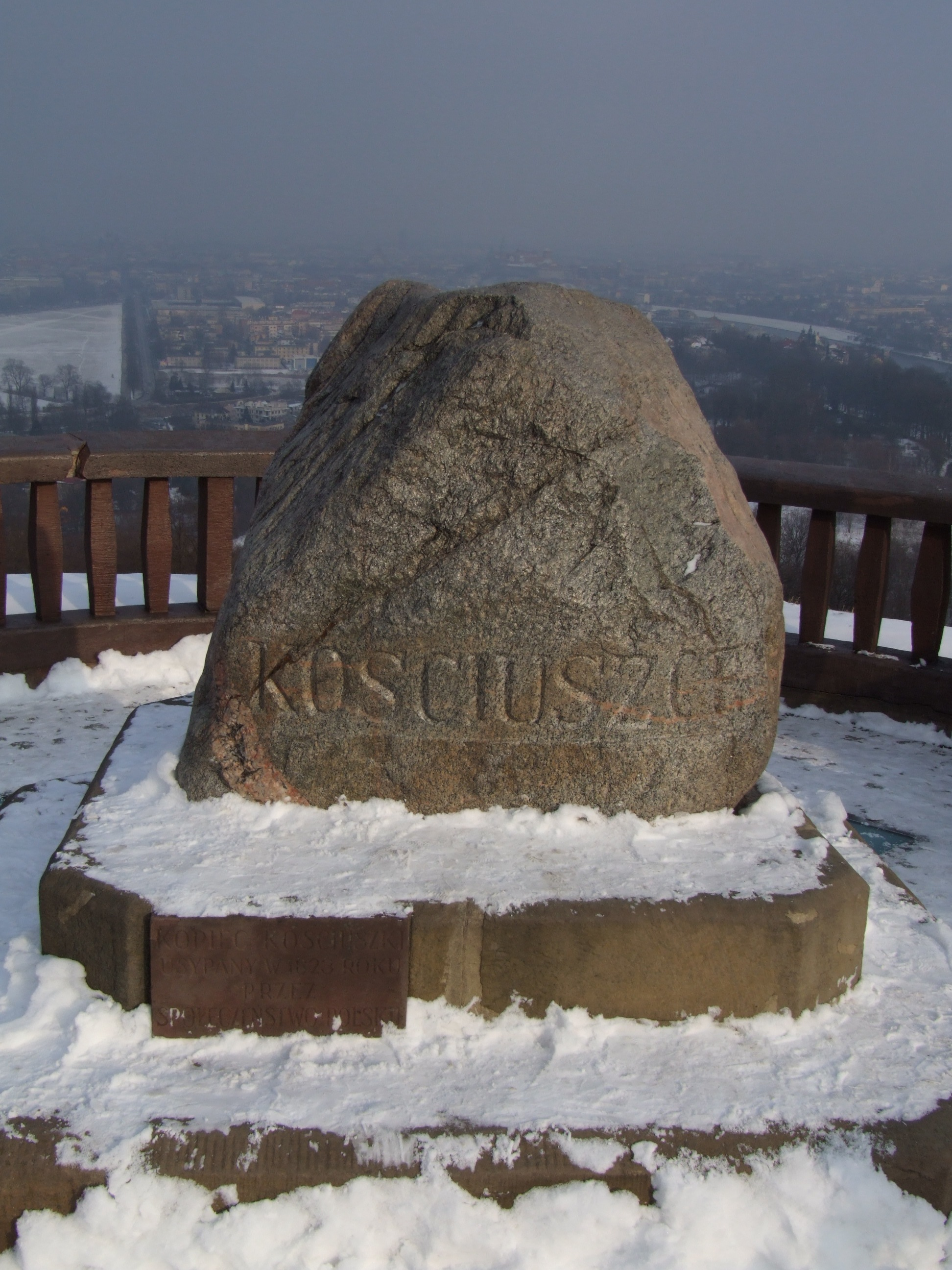
Gedenkfelsen
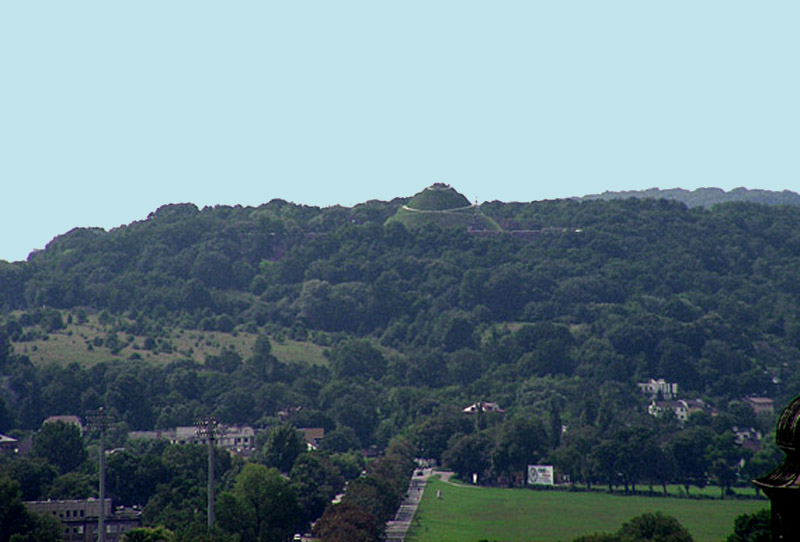
Ansicht vom Marienkirchturm
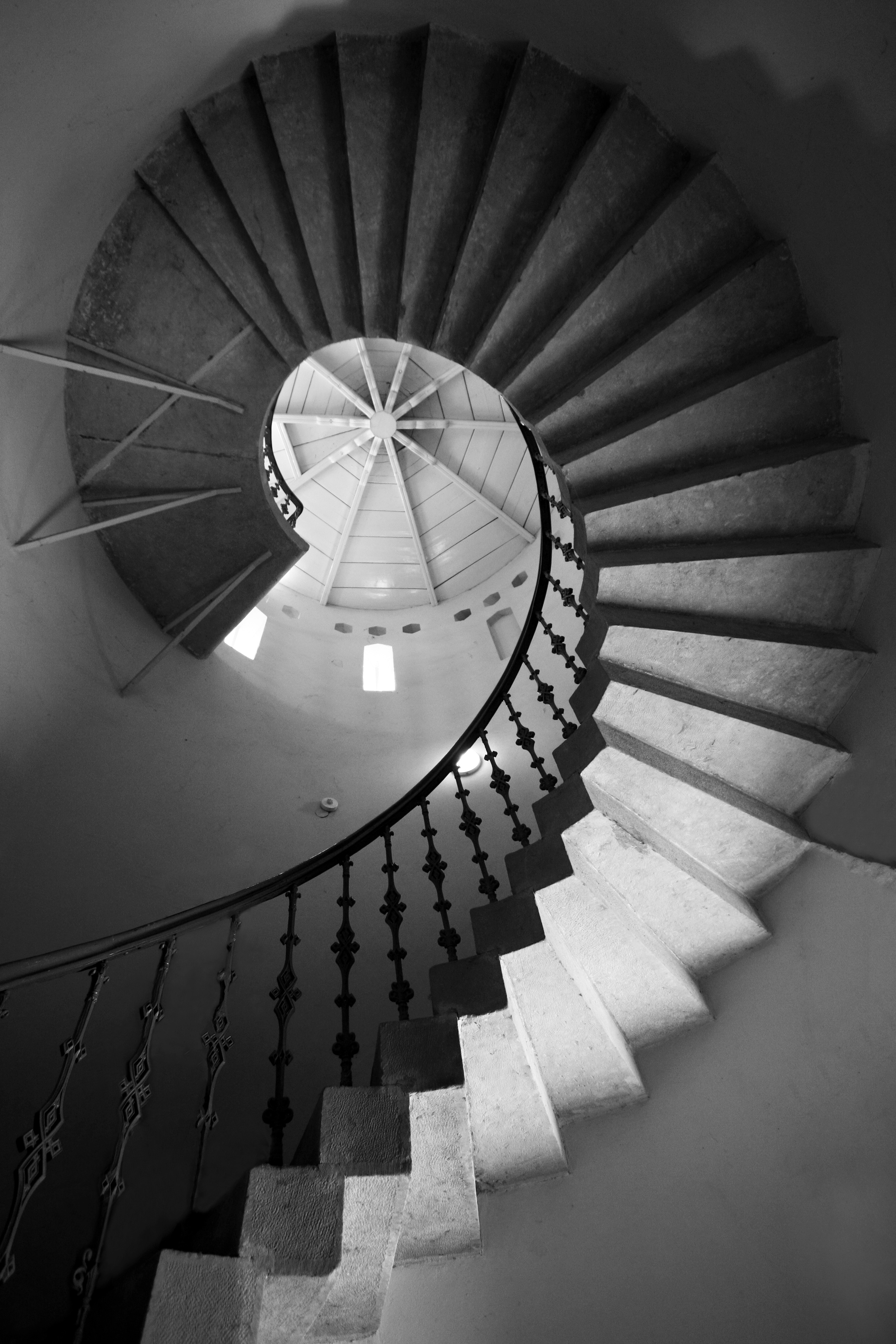
Wendeltreppe in der Bastei